# Ángel Vázquez Mellado
Teniente Coronel Ángel Mario Vázquez-Mellado Martínez de los Ríos (Santiago de Querétaro, Querétaro, 1900 — Ciudad de México, 16 de diciembre de 1980) Fue un coronel y político mexicano. Es conocido por asumir el cargo de Gobernador de Querétaro de 1929 a 1930 y ser concuño del Presidente en turno, Emilio Portes Gil.

## Reseña biográfica
Nació en Santiago de Querétaro, Querétaro, en 1900, hijo de, Bernardo Vázquez-Mellado Recio, tenedor de libros nacido en la Ciudad de Puebla en 1857 y de Guadalupe Martínez de los Ríos Gómez (1852-1927).

### Gobernador de Querétaro
El teniente coronel Ángel Vázquez Mellado fue nombrado gobernador interino por la Legislatura Local, al haber sido desaforando el anterior, Abraham Araujo. Asumió ese cargo el día 25 de junio de 1929, después de tres horas en las que gobernó el presidente del Tribunal Superior de Justicia, José B. Alcocer. Ese desafuero como la nueva denominación habían sido propiciados por el presidente Portes Gil, concuño de Vázquez Mellado..
Vázquez Mellado heredó los temas de finanzas de Querétaro en estado desastroso por culpa, según historiadores, del gobernador Araujo, y otros, de la situación que heredó Araujo de su predecesor, Constantino Llaca.
Durante la gubernatura de Vázquez Mellado se llegó a crear un sistema de lotería para pagarles a los funcionarios y empleados públicos. El gobierno de Ángel Vázquez Mellado decidió hacer una rifa y sólo pagarles a unos cuantos que obtuvieran los números ganadores. podían cobrar su sueldo en dinero; los desafortunados en el sorteo, en cambio, recibirían bonos. Incluso, cuenta la anécdota que cuando un comerciante, creyéndose listo, decidió cambiar esos bonos por mercaderías.
El 5 de junio de 1930 el gobernador Vázquez Mellado devolvió el gobierno a José B. Alcocer, pues también fue desaforado por el Congreso estatal. Al día siguiente José B. Alcocer entregó el mando a Ramón Anaya, designado gobernador interino.

## Fallecimiento
Falleció en Sanatorio Los Cedros de la Ciudad de México el 16 de diciembre de 1980 a las 23:00 horas tenía 80 años. Fue inhumado el día siguiente, 17 de diciembre en el Panteón Jardines del Recuerdo ubicado Tlalnepantla, en el Estado de México.

## Vida personal
Casado con Minerva García González hermana Carmen García González a su vez concuño de Emilio Portes Gil.